# Laufach
Laufach – miejscowość i gmina w Niemczech, w kraju związkowym Bawaria, w rejencji Dolna Frankonia, w regionie Bayerischer Untermain, w powiecie Aschaffenburg. Leży około 12 km na północny wschód od Aschaffenburga, przy drodze B26 i linii kolejowej Frankfurt nad Menem – Würzburg.

## Dzielnice
W skład gminy wchodzą trzy dzielnice:
- Frohnhofen
- Hain
- Laufach

## Polityka
Wójtem jest Valentin Weber. Rada gminy składa się z 21 członków:
|      | CSU | SPD | Wolni Wyborcy | Razem     |
| 2002 | 9   | 6   | 6             | 21 miejsc |